# Nybøl Mølle
Nybøl Mølle er en fredet tårnmølle 250 m syd for Sønderborgmotorvejen, 1½ km nordvest for Nybøl på Sundeved. Møllen var oprindeligt en stubmølle fra 1600-tallet, men blev i 1879 genopbygget som en hollandsk vindmølle. Møllen var i drift indtil 1957 og forfaldt derefter, men er senere restaureret et par gange og fredet i 1998.Ejerne åbner gerne møllen for besøg.
Undermøllen og mølletårnet er opført i grundmur og hvidkalket. Møllehatten er bådformet og tækket med egespån. Møllen er forsynet med svikstilling, vindrose og vinger med klapper. Indvendig forefindes endnu al gangtøj i form af hathjul, krondrev, den lodrette aksel, stjernhjul og spilstokke samt en kværn og en stenkran. I 1913 blev der installeret en dieselmotor, der i 1928 blev erstattet af en elektromotor.

## Historie
Vejrmøllen i Nybøl er sandsynligvis bygget i den første tid under de lyksborgske hertuger. Nybøl Mølles landbrug på 30 tønderland kan føres tilbage til 1668. Den har været familien Gorrinsens slægtsgård i 5 generationer.
Nybøl Mølle har som Dybbøl Mølle også haft sit krigsslag. Under Treårskrigen angreb den danske hær 28. maj 1848 de tyske forbundstropper og fordrev dem fra Sundeved. Kampen blev afgjort omkring Nybøl Mølle, og møllen er gået over i historien som mindesmærke for en dansk sejr. Kampene ved Nybøl var en del af de indledende krigshandlinger under Treårskrigen 1848-50. Efter at general Friedrich von Wrangel efter ordre fra Berlin den 25. maj 1848 var tvunget til at trække sine tropper ud af Nørrejylland, havde den danske hærledelse generalmajor Hans Hedemann og Werner Hans Frederik Abrahamson Læssøe. Læssøe havde fået krigsminister Anton Frederik Tschernings godkendelse af deres plan om et fremstød fra Als, hvortil hovedparten af den danske hær havde trukket sig tilbage efter Slaget ved Slesvig den 23. april 1848. General Hedemann satte om formiddagen den 28. maj 14.000 mand over Alssund og indledte et angreb mod fjendens stillinger på Dybbøl Banke. Fjendens forposter kæmpede dog så dygtigt at den preussiske general Hugh Halkett fik reorganiseret sine 7.000 mand og bragt dem i en stærk forsvarsstilling ved Nybøl mod det danske angreb. De danske tropper gik hurtigt frem og erobrede under kamp landsbyerne Dybbøl, Ragebøl og Stenderup, men de måtte standse ved Nybøl Mølle, hvor Halkett havde samlet hele sit artilleri. Situationen blev reddet af general Friderich Adolph Schleppegrell, der fra Bøffelkobbel angreb de tyske stillinger fra siden, så de måtte trække sig tilbage over Adsbøl og Gråsten.
1864 havde den preussiske Roeders Brigade hovedkvarter på Nybøl Mølle. Det var den brigade der først gik i land på Als den 29. juni 1864. Se Slaget om Als.
1879 opstod der brand i møllen, hvorved der skete stor skade. Møllen blev genopbygget og har siden da set ud, som den gør i dag. Før den tid var det en såkaldt stubmølle.
1912 overtager Nis Gorrissen mølleriet og gården (1881-1947). 1948 gifter enken Kathrine Knudsen sig med Peter Lorenzen Jessen (1901-1964). Mølleriet var dog i stærk tilbagegang, og det ophørte helt i 1957. Det fik allerede sit grundskud omkring 1925, da elektriciteten kom til landsbyerne på Sundeved.
1958 overtog Peter Lind møllen og gården. En fætter til Nis Gorrissen bidrog med en større sum, foruden Augustinus Fonden, Daell Fonden og den daværende Graasten Bank.
1990 overtager de nuværende ejere møllen. Et par voldsomme efterårsstorme gør skade på møllen, således at der igen i 1994 må søges om midler til restaurering, og i 1998 blev møllen fredet, og med midler fra Skov- og Naturstyrelsen og Augustinusfonden blev møllen malet og fået nyt tag og nye vinger. Der er sat nye porte i sidebygningen, som er afstivet og har fået nyt tag.
- Møllen og gården
- Møllen set over marken fra vest